# Pseudosphex polybioides
Pseudosphex polybioides là một loài bướm đêm thuộc phân họ Arctiinae, họ Erebidae.